# Escuela de Wisconsin (historia diplomática)
La Escuela de Wisconsin de historia diplomática estadounidense es una escuela de pensamiento que surgió del departamento de historia de la Universidad de Wisconsin-Madison en las décadas de 1950 y 1960. La escuela, ejemplificada por el trabajo de William Appleman Williams y que también incluye como miembros principales a Walter LaFeber, Thomas J. McCormick y Lloyd Gardner, generalmente sostiene que las razones económicas, y el deseo de aumentar los mercados en el extranjero, fueron el motor detrás de gran parte de la política exterior estadounidense y la creación de un imperio estadounidense durante el siglo XIX. Estas creencias, que relegaron a un estatus subordinado otras posibles explicaciones como los cálculos de moralidad, seguridad y equilibrio de poder, se han denominado la "Interpretación de puertas abiertas", en referencia a las notas de puertas abiertas de 1899 y 1900.
Dos eventos mundiales en curso destacaron la influencia y el debate sobre el pensamiento de la Escuela de Wisconsin. Una fue la historiografía de la Guerra Fría, donde las teorías "revisionistas" sostenidas por la escuela afirmaban que Estados Unidos tenía una gran parte de la responsabilidad por la ruptura de las relaciones posteriores a la Segunda Guerra Mundial con la Unión Soviética. La otra fue la crítica de la Guerra de Vietnam. "The Tragedy of American Diplomacy", el trabajo de 1959 por el que Williams se hizo más conocido, se hizo muy referenciado por muchos de los que participaron en Protestas contra la guerra de Vietnam, y el descontento con la guerra impulsó la popularidad de la interpretación de Open Door. Pero los trabajos de la Escuela de Wisconsin se centraron no solo en las causas de la Guerra Fría o Vietnam, sino en todo el curso de la expansión estadounidense desde el momento de la creación de la nación. Los principios de la Escuela de Wisconsin han sido incorporados hasta cierto punto por otras líneas de pensamiento académico en las décadas posteriores y aún siguen siendo influyentes.

## Antecedentes y miembros
Los antepasados de la Escuela de Wisconsin incluyen a Charles A. Beard y sus teorías económicamente determinadas de la historia de Estados Unidos que se volvieron leídas a principios del siglo XX antes de volverse impopulares.    Un antecedente más directo fue la influencia y la tutoría intelectual del profesor de Wisconsin Fred Harvey Harrington, con quien Williams estudió.
En parte, las ideas de la Escuela de Wisconsin se debieron a la naturaleza del departamento en sí.
Como ha escrito la historiadora estadounidense Emily S. Rosenberg: "Mientras que muchos otros departamentos de historia en todo el país celebraron las ortodoxias de la guerra fría, exiliaron las interpretaciones económicas de la respetabilidad y eliminaron a Beard de las listas de lectura, Wisconsin mantuvo un apego a la interpretación económica y al pensamiento independiente y poco ortodoxo."
El fundador inmediato, y el exponente más conocido, de la Escuela de Wisconsin fue William Appleman Williams y especialmente su libro de 1959 "The Tragedy of American Diplomacy".  Como ha escrito el historiador británico John A. Thompson, "este trabajo bien puede haber tenido una mayor influencia en la historiografía de la política exterior estadounidense que cualquier otro".
Williams fue seguido en visibilidad por varios de sus estudiantes, sobre todo Walter LaFeber, pero también Thomas J. McCormick y Lloyd Gardner.  Su trabajo ayudó a que la "Escuela de Historia Diplomática de Wisconsin" ganara reputación nacional.
(Después de que Williams se fue de Wisconsin a Oregon State University a fines de la década de 1960, McCormick lo reemplazó en la facultad de allí).
Otro erudito asociado a veces con la Escuela de Wisconsin es Carl Parrini.
De otras personas en Wisconsin, algunas han considerado que David F.Healey y Robert Freeman Smith son, al menos en parte, miembros de la escuela. pero se distinguen por no considerar que los factores comerciales sean los factores principales, sobre todo, para explicar la política estadounidense.
Los estudiantes de Williams que llevaron adelante sus temas incluyen a Edward P. Crapol, Howard Schonberger, Tom E. Terrill y otros.

## Características
Como siempre, cualquier escuela de pensamiento de este tipo termina conteniendo algunos puntos de vista diferentes, y no se debe suponer que todos los que salieron de los seminarios dirigidos por Harrington u otros en el departamento adoptaron el mismo enfoque. El propio LaFeber hizo este punto refiriéndose a "una supuesta 'Escuela de Historia Diplomática de Wisconsin" en un ensayo de 1993 sobre Harrington y señalando la variedad de perspectivas académicas que emergían de Wisconsin en ese momento.
Y antes de eso, Williams había dicho en un ensayo de 1978 que los seminarios de Wisconsin no estaban tan estrictamente dirigidos como algunos aparentemente pensaban, que ninguna colección de pensamientos surgió del departamento que estuviera tan claramente definida como, digamos, la Escuela de Frankfurt de la historia social, y esa mención de la "Escuela de Wisconsin" provocó más "discusiones profesionales (y chismes)" de lo que se justificaba.  En particular, señaló que él, LaFeber, McCormick y Gardner diferían en el grado en que veían una "cosmovisión de Puertas Abiertas" coherente en la que actuaban los formuladores de políticas estadounidenses. Además, generalmente se piensa que LaFeber y McCormick fueron más sutiles en su enfoque que Williams.
La Escuela de Wisconsin a menudo se ha fusionado con la Nueva Izquierda.
Si bien los miembros de cada uno se encontraron aliados en ocasiones, los dos eran distintos:
Las críticas de la Nueva Izquierda tendían a ser mucho más radicales tanto en el análisis como en las soluciones propuestas.  Los miembros de la Escuela de Wisconsin pensaron que los tomadores de decisiones estadounidenses podían corregir su énfasis excesivo en los mercados y que hacerlo contribuiría a una diplomacia estadounidense más eficaz.  En contraste, los historiadores asociados con la Nueva Izquierda, como Gabriel Kolko, suscribieron más a menudo interpretaciones marxistas y creían que había causas estructurales fundamentales, debido a las necesidades del capitalismo estadounidense, detrás de la política exterior estadounidense y que poco podía revertir eso a menos que se rehaga completamente el sistema económico.
Además, Williams dejó la Universidad de Wisconsin a fines de la década de 1960 en parte porque no le gustaba la dirección militante que estaban tomando las protestas estudiantiles allí. Además, Robert Freeman Smith, que a veces también se ha agrupado en la Escuela de Wisconsin – ha señalado que "si existe algo así como la Escuela de Historia Diplomática de Wisconsin, tiene que ser una escuela ecuménica. No hay una línea de partido porque Fred Harvey Harrington tenía varios estudiantes diferentes, tanto liberales como conservadores".  Más tarde, Harrington expresó pensamientos similares, diciendo que "la Escuela de Historia Diplomática de Wisconsin no debería asociarse simplemente con la Nueva Izquierda".
Tras el final de la Guerra de Vietnam en la década de 1970, y luego nuevamente después de la conclusión de la Guerra Fría a principios de la década de 1990, el trabajo de la Escuela de Wisconsin se volvió menos controvertido.  Otros historiadores adoptaron gran parte de su erudición y algunas de sus conclusiones, aunque de forma más parcial.  Como dice una biografía de Williams, "la Escuela de Wisconsin como cuerpo de pensamiento... se renovó en una diáspora prácticamente incesante de individuos y generaciones".